# あしたからのHERO
『あしたからのHERO』（あしたからのヒーロー）は、あさぎり夕による日本の漫画作品。
『なかよしデラックス』（講談社）にて1984年5月号に連載された。

## 書誌情報
- あしたからのHERO ISBN 4-06-108470-4 初版発行日1984.6.6
  - センチメンタルHERO（1982年9月号）／呼ばせてMYヒーロー（1984年5月号）